# Drassodes interpolator
Drassodes interpolator är en spindelart som först beskrevs av O. Pickard-Cambridge 1885.  Drassodes interpolator ingår i släktet Drassodes och familjen plattbuksspindlar. Inga underarter finns listade i Catalogue of Life.